# Thelma Witmer
Thelma Witmer (18 juin 1901 - 12 juillet 1996, Los Angeles, Californie) était une artiste de décors pour l'animation ayant travaillé pour les studios Disney.

## Filmographie
- 1944 : Donald est de sortie
- 1945 : Donald et le Fakir
- 1945 : Donald et Dingo marins
- 1946 : A Knight for a Day
- 1946 : Straight Shooters
- 1946 : La Boîte à musique
- 1946 : Donald, ramenez-le vivant
- 1947 : Le Clown de la jungle
- 1947 : Pépé le grillon
- 1948 : Papa canard
- 1948 : Donald décorateur
- 1948 : Le petit déjeuner est servi
- 1948 : Donald et les Fourmis
- 1948 : Attention au lion
- 1949 : Sea Salts
- 1949 : Donald forestier
- 1949 : Le Miel de Donald
- 1949 : Donald fait son beurre
- 1949 : Slide Donald Slide
- 1949 : Donald et son arbre de Noël
- 1950 : Cendrillon (film, 1950)
- 1950 : La Roulotte de Donald
- 1950 : Donald gagne le gros lot
- 1950 : Donald pêcheur
- 1950 : Donald blagueur
- 1951 : Une partie de pop-corn
- 1951 : Alice au pays des merveilles
- 1951 : Le Chat, le Chien et la Dinde
- 1951 : Donald et la Sentinelle
- 1952 : Le Verger de Donald
- 1952 : Let's Stick together
- 1952 : La Fête de Pluto
- 1952 : L'Arbre de Noël de Pluto
- 1953 : Peter Pan
- 1953 : Le Nouveau Voisin
- 1953 : Franklin et moi
- 1954 : Social Lion
- 1955 : La Belle et le Clochard
- 1955 : The Mickey Mouse Club (1 épisode)
- 1956 : Chips Ahoy
- 1959 : La Belle au bois dormant
- 1959 : Donald au pays des mathémagiques
- 1960 : Goliath II
- 1960 : Mister Magoo, styliste couleur (12 épisodes)
- 1965 : The Man from Button Willow (en)
- 1967 : Guided Mouse-ille
- 1967 : Le Livre de la jungle
- 1968 : The New Adventures of Huckleberry Finn (4 épisodes)
- 1968-1970 : Banana Split (émission de télévision) (plusieurs épisodes)
- 1969 : Pattaclop Pénélope (The Perils of Penelope Pitstop) (plusieurs épisodes)
- 1970 : Where's Huddles?
- 1970 : Harlem Globe Trotters (plusieurs épisodes)